# Sinai (kard)
Ha a Sínai-félszigetet keresed, lásd Sínai-félsziget. 

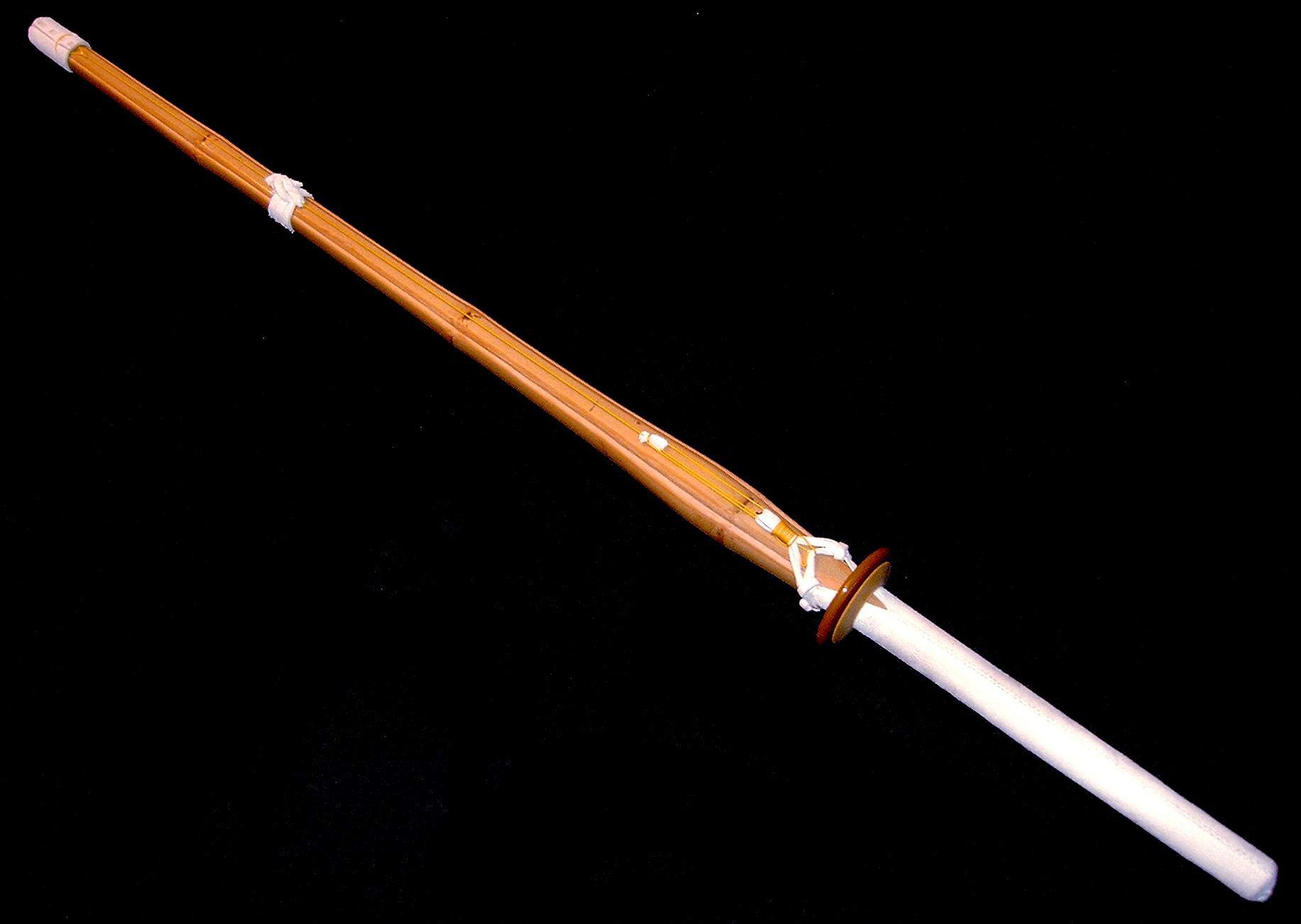
Egy bambuszból készült sinai

A sinai (竹刀), pontos ejtése sináj, egy főként a kendóban használt gyakorlófegyver, és kardként használják. Sinait más harcművészetekben is használnak, de más típusúak lehetnek, mint a kendó sinai, és más írásjeggyel is írják le.
A sinai mérete és típusa sokféle lehet. Például egy felnőtt használhat olyan sinait, ami túl nehéz lehet egy nő vagy egy fiatal számára, így tehát eltérő típusú sinaiokat gyártanak. A sinaiok sokféle stílusban és méretben kaphatóak.
A kendóban a tanulók döntő többsége egy sinait használ, ez a stílus az ittó (egy kard) hagyományaiban gyökeredzik. Mindazonáltal néhány kendóka két sinait használ, nitó (két kard) stílusban, mely a kardvívók hagyományos kétkardos iskoláiból ered. A nitó vívó egy hosszabb sinait (daitó) használ, melyet általában a bal kezében tart, illetve egy rövidebb sinait (sótó) a jobb kezében tartva.
A sinait nem szabad összekeverni a bokutóval, melyet egyetlen fadarabból készítenek el. Mindazonáltal a kendóban mindkettőt használják.

## Történelem
A sinai gyökerei az Edo-korba nyúlnak vissza, amikor a kardvívók (kendzsucuka) kifejlesztettek egy gyakorló fegyvert, amely veszélytelenebb volt a keményfa bokkennél, hogy csökkentsék a komoly sérüléseket szerző, megbénult vagy épp halott gyakorlók számát. Ebből az indíttatásból indult meg a bógu fejlesztése is.

## Felépítés

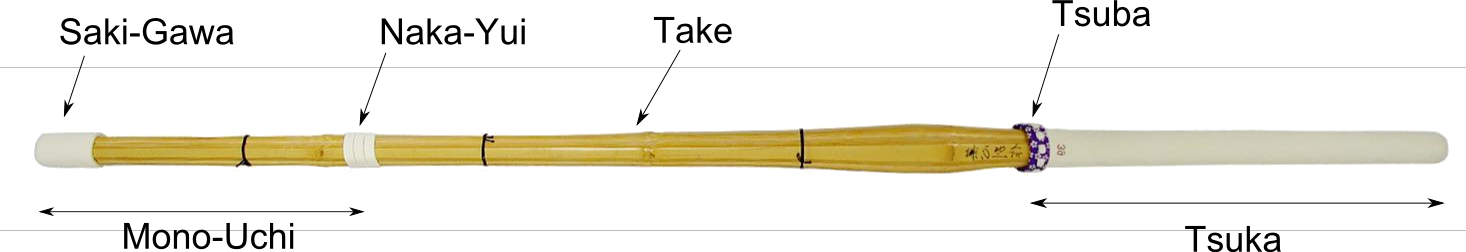
A sinai részei

A sinai négy lécből áll (take), melyeket három bőrszíj tart össze; a cuka-gava (markolat); a szaki-gava (hegy) és a nakajui (egy bőr szalag). Mindezeket a curu (zsinór) tartja össze.
A sinai léceit szárított bambuszból készítik, esetenként kezelik is (füstöléssel vagy gyantában áztatással), vagy megerősített karbonszálból, illetve más alternatív alapanyagból gyártják.
A nakajuit a bambusz hosszának a hegytől (kenszen) számított egyharmadánál kötik meg; ez tartja egyben a léceket, és ugyanakkor jelzi is a sinai megfelelő felületét a helyes vágástechnikához (datoco-bu).
A lécek végei közé ékelve, a szaki-gava alatt található egy műanyag betét (szaki-gomu), a cuka-gava belsejében pedig egy apró fém négyzetecske van (csigiri), melyek biztosítják a lécek egyben maradását.

## A sinai kezelése
A sinait megfelelően karban kell tartani, különben veszélyt jelenthet nem csupán használójára, de a körülötte levő emberekre is. A sinait ellenőrizni kell, vannak-e rajta szálkák vagy repedések, és olyan módon kell rendben tartani, ami az adott stílusnak, a dódzsónak vagy a mesternek megfelel.
Sokan hiszik azt, hogy amennyiben a sinait használat előtt, és rendszeresen használat közben is olajozzák és csiszolják, az lényegesen meghosszabbítja az élettartamát. Mindazonáltal még Japánban is viták vannak arról, hogy mi számít megfelelő kezelésnek, és még annál is több nézet és téveszme kering a különböző módszerekkel kapcsolatban.
Hogy megfelelően megvizsgáljuk a sinait, először nézzük végig a datoco-bu környékét, ellenőrizzük a sinai minden oldalát, szálkákat keresve. A bambusz szálkák könnyen megsebeznek, így legyünk óvatosak. A szaki-gava legyen sértetlen, és a curu legyen szoros, hogy a szaki-gava ne tudjon lecsúszni a sinai végéről használat közben. Emellett a nakajui is legyen elég szoros, hogy ne tudjon túl könnyen elfordulni.
Amikor épp nem használjuk, a sinait hegyével felfelé támasszuk a falhoz. Ha a sinai a földön fekszik, nagyfokú udvariatlanságnak számít átlépni rajta.

## Szabályok
A kendó versenyeken, melyek a FIK szabályait követik, előírások vannak a sinaiok tömegét és hosszát illetően.
| Előírás                  | Nem         | Junior középiskola (12-15 év) | Senior középiskola (15-18 év) | Egyetemi hallgatók és felnőttek (18 év+) |
| ------------------------ | ----------- | ----------------------------- | ----------------------------- | ---------------------------------------- |
| Maximum hossz            | Férfi & női | 114 cm                        | 117 cm                        | 120 cm                                   |
| Minimális tömeg          | Férfi       | 440 g                         | 480 g                         | 510 g                                    |
| Minimális tömeg          | Női         | 400 g                         | 420 g                         | 440 g                                    |
| Minimum szakigava átmérő | Férfi       | 25 mm                         | 26 mm                         | 26 mm                                    |
| Minimum szakigava átmérő | Női         | 24 mm                         | 25 mm                         | 25 mm                                    |
| Minimum szakigava hossz  | Férfi & női | 50 mm                         | 50 mm                         | 50 mm                                    |

A sinaiokat a bőrszalagokkal együtt, de a cuba vagy cuba-dome nélkül mérik le. A cuba maximum átmérője 9 cm.
| Előírás                  | Nem         | Daito (hosszú sinai) | Soto (rövid sinai) |
| ------------------------ | ----------- | -------------------- | ------------------ |
| Maximum hossz            | Férfi & női | 114 cm               | 62 cm              |
| Tömeg                    | Férfi       | 440 g minimum        | 280~300 g maximum  |
| Tömeg                    | Női         | 400 g minimum        | 250~280 g maximum  |
| Minimum szakigava átmérő | Férfi       | 25 mm                | 24 mm              |
| Minimum szakigava átmérő | Női         | 24 mm                | 24 mm              |

A sinaiokat a bőrszalagokkal együtt, de a cuba vagy cuba-dome nélkül mérik le. A cuba maximum átmérője 9 cm.
| Méret | Hossz | Hossz  |    | Méret | Hossz  | Hossz |
| 28    | 36"   | 92 cm  | 36 | 44"   | 112 cm |       |
| 30    | 38"   | 97 cm  | 37 | 45"   | 114 cm |       |
| 32    | 40"   | 102 cm | 38 | 46"   | 117 cm |       |
| 34    | 42"   | 107 cm | 39 | 47"   | 120 cm |       |